# Estación de Málaga-María Zambrano
Estación de Málaga-María Zambrano er hovedbanegården i den sydspanske by Málaga. Jernbanestationen ejes og drives af Administrador de Infraestructuras Ferroviarias (Adif) og betjenes af toge fra den statslige spanske jernbanevirksomhed Renfe. Den består af en over jorden beliggende rebroussementsstation og en underjordisk gennemkørselsstation. Med omkring 4,5 millioner passagerer årligt udgør den Andalusiens næstmest frekventerede station efter Sevilla-Santa Justa.

## Historie
Jernbanens historie i Málaga begyndte 1862, da jernbanestationen tilhørende Sociedad del Ferrocarril de Málaga a Córdoba blev indviet af Dronning Isabella 2.. Opførelsen af stationen blev skyndet på af indrustrien, så kul udvundet i Val de Córdoba kunne afskibes fra havnen i Málaga. Banegården fik navnet Málaga-Término.
I årene 2005 og 2007 blev stationen grundlæggende ændret, som forberedelse for tilsluting til højhastighedslinjen Córdoba–Málaga, der via højhastighedslinjen Madrid–Sevilla byder på forbindelse til den spanske hovedstad Madrid. Stationen blev i anledning af idriftstagelsen af højhastighedstogene i 2007 navngivet Estacíon María Zambrano til ære for forfatterinden María Zambrano, der var bysbarn af Málaga. I 2011 fik banegården tilføjet Málaga til navnet.